# Caranavi

Caranavi é uma cidade da Bolívia capital da província de Caranavi no departamento de La Paz. Sua população de acordo com o censo de 2001 é de 12.318 habitantes. Está localizada a 976 metros de altitude.
- Latitude: 15º 49' Sul - Longitude: 67º 32' 60" Oeste